# All by Myself
All by Myself är en powerballad skriven och framförd av Eric Carmen 1975.
Låten lånar starka influenser från andra satsen (Adagio Sostenuto) av Sergej Rachmaninovs pianokonsert nr 2, Opus 18, som Eric Carmen trodde inte längre var upphovsrättsskyddad. Först efter skivsläppet fick han reda på att så inte var fallet, och slöt då ett avtal med Rachmaninovs dödsbo. Tidiga versioner angav därmed enbart Eric Carmen som låtskrivare, men senare versioner även Sergej Rachmaninov. Refrängen lånar influenser från sången "Let's Pretend" som Eric Carmen skrev åt Raspberries  1973. Carmens fulla version har ett utökat pianosolo och varar över sju minuter, även om en avkortad version är 4:22 minuter lång. 
Låten var Eric Carmens första skivsläpp efter att han lämnat Raspberries, och spelades ursprungligen in av honom och släpptes i december 1975, för att bli en stor framgång. Den nådde andraplatsen på Billboard Hot 100, förstaplatsen på Cash Box 100 singlar i topp och 12:e plats i Storbritannien. Singeln sålde över en miljon exemplar i USA, och fick guldcertifikat av RIAA i april 1976. 2006 höll brittiska TV-kanalen Fives program Britain's Favourite Break-up Songs, Eric Carmens version av låten röstades fram på 17:e plats.
Efter Eric Carmens originalversion spelades flera coverversioner in, av bland andra Céline Dion och Frank Sinatra. Den skall inte förväxlas med jazzlåten med samma namn, skriven av Irving Berlin och framförd av Ella Fitzgerald.
På sitt andra soloalbum, Boats Against the Current, hade Eric Carmen en 40-i-topphit vid namn "She Did It," som en antites till "All by Myself". Den låten är ett glatt svar till ensamhetskänslan och melankolin i "Never Gonna Fall in Love Again."

## Coverversioner
| Årtal | Artist/grupp       | Övrigt |
| ----- | ------------------ | --- |
| 1976  | Frank Sinatra      | Albumet Live Unreleased |
| 1977  | Hank Williams, Jr. | Albumet One Night Stands |
| 1977  | Karel Gott         | Versionen "My Brother Jan" om tjeckoslovakiske studenten Jan Palach som brände sig själv till döds i protest mot Sovjetunionens militära insatser i Tjeckoslovakien 1968. 2003 sjöng Karel Gott även in låten på tyska, som "Mein letztes Lied." |
| 1980  | Tom Jones          | DVD:n Tom Jones Live in Las Vegas |
| 1982  | Shirley Bassey     | Albumet All by Myself |
| 1987  | Luis Miguel        | Albumet Soy Como Quiero Ser |
| 1988  | Uffe Persson       | Albumet Heart to Heart |
| 1989  | Eartha Kitt        | Albumet I'm Still Here ("All by Myself/Beautiful at Forty") |
| 1994  | Margaret Urlich    | Albumet The Deepest Blue |
| 1994  | Sheryl Crow        | Singeln "Run Baby Run" |
| 1995  | Jewel              | Filmen Clueless. Lämnades från filmmusikskivan och släpptes aldrig. |
| 1995  | Babes in Toyland   | Albumet Nemesisters |
| 1996  | Céline Dion        | Albumet Falling into You |
| 1999  | Marcela Holanová   | Albumet Zůstávám dál |
| 2000  | Carola Häggkvist   | Rhapsody in Rock |
| 2001  | Jamie O'Neal       | Filmmusiken till Bridget Jones dagbok (Bridget Jones's Diary) |
| 2001  | Michael Ball       | Albumet First Love |
| 2002  | Richard Clayderman | Albumet All by Myself (instrumental) |
| 2003  | Erika Alcocer Luna | Albumet La Academia 2. Vol. 11: La Gran Final |
| 2003  | Giulia Ottonello   | Albumet Amici - I Ragazzi del 2003 |
| 2004  | Gerard Joling      | Albumet Nostalgia |
| 2004  | Ryohei Yamamoto    | Singeln "Set Free" |
| 2005  | LaToya London      | Albumet Love & Life |
| 2005  | Il Divo            | Albumet Ancora |
| 2005  | Amici Forever      | Albumet Defined |
| 2007  | Lazlo Bane         | Albumet Guilty Pleasures |
| 2007  | Ricardo Montaner   | Albumet Las Mejores Canciones de Mundo |
| 2007  | John Barrowman     | Albumet Another Side |
| 2008  | The Rescues        | Filmen Superhero Movie |
| 2009  | Jayma Mays         | TV-showen Glee |
|       | Monika Absolonová  | Zůstávám dál |
|       | Šarka Vaňková      | Stín |

## Céline Dions version
En av de mer berömda coverversionerna av "All by Myself" spelades in av Céline Dion och släpptes 1996. Den blev i de flesta länder hennes tredje eller fjärde hit från albumet Falling into You, och brukar anses som en av hennes starkaste sånginsatser. Den släpptes den 7 oktober 1996 i Europa, den 13 januari 1997 i Australien och den 11 mars 1997 i Nordamerika.
Tre musikvideor gjordes. Den första släpptes i oktober 1996 och innehåller delar av Céline Dions albumomslag till Falling into You och några scener från hennes konsert Live à Paris. Den gjordes för singelversionen. Andra versionen gjordes för den brittiska marknaden, med samma vita t-shirt men innehöll bilder på ett ungt kärlekspar i juletider, i stället för scener från Céline Dions konsert. Den gjordes för albumversionen. Slutligen släpptes en livemusikvideo i mars 1997 i Nordamerika, från konserten i Montréal 1996.
Céline Dion framförde låten många gånger under sina världsturnéer, TV-shower och flera andra stora musikevenemang, som: Grammy Award (1997), Billboard Music Award (1997) och Bambi Awards (1996). Senare framförde hon låten under Taking Chances Tour 2008-2009.
Céline Dion spelade också in en spanskspråkig version av "All by Myself", vid namn "Sola Otra Vez". Den lades på den latinamerikanska/spanska versionen av Falling into You, och som B-sida till andra singlar från samma album. Den blev senare tillgänglig i hela världen på Céline Dions senare samling The Collector's Series, Volume One. En musikvideo till "Sola Otra Vez" gjordes också".
Singeln "All by Myself" blev en av Céline Dions största hitlåtar i USA, och toppade Hot Adult Contemporary Tracks (i tre veckor) och Hot Latin Pop Airplay (två veckor). Den nådde som högst placeringen 4 på Billboard Hot 100 (sjua på Billboard Hot 100 Airplay och femma på Hot 100 Singles Sales). Den var också en topp-10-hit i Frankrike, Storbritannien, Vallonien i Belgien och Republiken Irland. I Kanada släpptes "All by Myself" bara som marknadsförande singel, och toppade listan Adult Contemporary Chart. "All by Myself" certifikerades som guldskiva i USA (500 000), och silver i Storbritannien (200 000) och Frankrike (165 000).
Låten låg även på Céline Dions samlingsalbum All the Way… A Decade of Song 1999 och My Love: Essential Collection 2008.

### Listplaceringar
| Lista (1996)                                  | Topplacering |
| --------------------------------------------- | ------------ |
| Österrikiska singellistan                     | 27           |
| Belgiska singellistan för Flandern            | 14           |
| Belgiska singellistan för Vallonien           | 7            |
| Nederländska singellistan                     | 20           |
| Europeiska singellistan                       | 15           |
| Franska singellistan                          | 5            |
| Tyska singellistan                            | 55           |
| Republiken Irlands singellista                | 8            |
| Norska singellistan                           | 15           |
| Schweiziska singellistan                      | 36           |
| Brittiska singellistan                        | 6            |
| Lista (1997)                                  | Topplacering |
| Australiska singellistan                      | 38           |
| Canadian Adult Contemporary Chart             | 1            |
| Nyzeeländska singellistan                     | 21           |
| USA:s Billboard Hot 100                       | 4            |
| USA:s Billboard Hot Adult Contemporary Tracks | 1            |
| USA:s Billboard Hot Adult Top 40 Tracks       | 12           |
| USA:s Billboard Hot Latin Pop Airplay         | 1            |
| USA:s Billboard Hot Latin Tracks              | 5            |
| USA:s Billboard Latin Tropical Airplay        | 4            |
| USA:s Billboard Rhythmic Top 40               | 33           |
| USA:s Billboard Top 40 Mainstream             | 1            |